# Jackson megye (Missouri)
Jackson megye az Amerikai Egyesült Államokban, azon belül Missouri államban található. Megyeszékhelye Kansas City. Lakosainak száma 717 204 fő (2020. április 1.). Jackson megye Clay, Cass, Ray, Lafayette, Johnson, Johnson és Wyandotte megyékkel határos.

## Népesség
A megye népességének változása:
| Lakosok száma | 674 934 | 675 267 | 677 244 | 679 996 | 687 623 | 717 204 |
|               | 2010    | 2011    | 2012    | 2013    | 2015    | 2020    |